# Хелбој (филм из 2019)
Хелбој (енгл. Hellboy) је амерички научнофантастични суперхеројски филм из 2019. године у режији Нила Маршала, а по сценарију Ендру Косбија на основу стрипа Хелбој аутора Мајка Мигноле, док су продуценти филма Лоренс Гордон, Лојд Левин, Мајк Ричардсон, Филип Вестгрен, Карл Хамп, Мет О’Тул, Лес Велдон и Јарив Лернер. Музику је компоновао Бенџамин Волфиш.
Насловну улогу тумачи Дејвид Харбур као Хелбој, док су у осталим улогама Мила Јововић, Ијан Макшејн, Саша Лејн, Данијел Деј Ким и Томас Хејден Черч. Светска премијера филма је била одржана 12. априла 2019. године у САД.
Буџет филма је износио 50 милиона долара, а зарада 55,1 милиона долара.

## Радња
Хелбој (Дејвид Харбур) је ултимативни антихерој, плод нацистичког мистичног експеримента из 1944. годне који су амерички агенти преотели и одгајали да буде на страни добра, темељен на култном стрипу Мајка Мигноле.
Ултимативни антихерој Хелбој се враћа у осветничкој мисији у Лондону, где се древни дух зле вештице Ниме (Мила Јововић) вратио из мртвих. Заробљена и одбачена пре више векова, краљица вештица се враћа у свет како би поново донела смрт и уништење. Само херој с пакленим коренима као Хелбој, у стању је суочити се с претњом и борити се с вештицом и њеном војском. Његове ће се шансе још више повећати када се испостави да је наследник моћи самог краља Артура. Међутим, чак ни он не може да победи сам у рату са силама зла. Пре него што се одигра одлучујућа битка, Хелбој мора да врати своје старе савезнике.

## Улоге
| Глумац            | Улога                  |
| ----------------- | ---------------------- |
| Дејвид Харбур     | Хелбој / Анунг Ун Рама |
| Мила Јововић      | Нима                   |
| Ијан Макшејн      | Тревор Брутенхолм      |
| Саша Лејн         | Алис Монахан           |
| Данијел Деј Ким   | Бен Даимо              |
| Томас Хејден Черч | Лобстер Џонсон         |